# اوزلم جونکر
اوزلم جونکر (انگلیسی: Özlem Conker؛ زادهٔ ۱ ژوئیهٔ ۱۹۷۳) بازیگر اهل ترکیه است. وی از سال ۱۹۹۶ میلادی تاکنون مشغول فعالیت بوده‌است.